# 秀美似鱗頭鰍
秀美似鱗頭鰍為輻鰭魚綱鯉形目鰍科的其中一種，為熱帶淡水魚，分布於亞洲緬甸伊洛瓦底江及薩爾溫江流域，體長可達3.8公分，棲息在底層水域，生活習性不明。

## 扩展阅读
維基物種上的相關：秀美似鱗頭鰍